# Савчин Наталія Володимирівна
Наталія Володимирівна Савчин (нар. 18 січня 1996, Городенка, Івано-Франківська область) — українська гандболістка, грала за угорський клуб «Кішварда» та національну збірну України. З 2013 р. по 2020 р. виступала за львівську «Галичанку». Виступає на позиції лівої півсередньої. Шестиразова чемпіонка України (2015, 2016, 2017, 2018, 2019, 2020), дворазова чемпіонка Балтійської ліги (2018, 2020), триразова володарка Кубка України (2016, 2017, 2019), 
чотириразова володарка Суперкубка України (2016, 2017, 2018, 2019).

## Життєпис
Спортом зацікавилася завдяки батькові, який привів її на секцію гандболу в третьому класі. Вихованка ДЮСШ м. Городенка (тренер Богдан Аліман) та Львівського училища фізичної культури (тренери Василь Козар і Віталій Надич). Училище закінчила у 2013 році з золотою медаллю. Після закінчення ЛУФК починає грати за «Галичанку».
Випускниця Інституту хімії та хімічних технологій НУ «Львівська політехніка» (випуск 2017 р.), виступала за збірну університету. У складі студентської збірної України перемогла на чемпіонаті Європи.
2 червня 2020 року підписала контракт з командою «CS Gloria 2018 Bistrița-Năsăud» з міста Бистриця, Румунія.
У жовтні 2021 перейшла до угорського клубу «Кішварда».
Після травми у грудні 2021 р. та довгої реабілітації вирішує призупинити спортивну кар'єру. 